# Рудгарт, Игнац фон

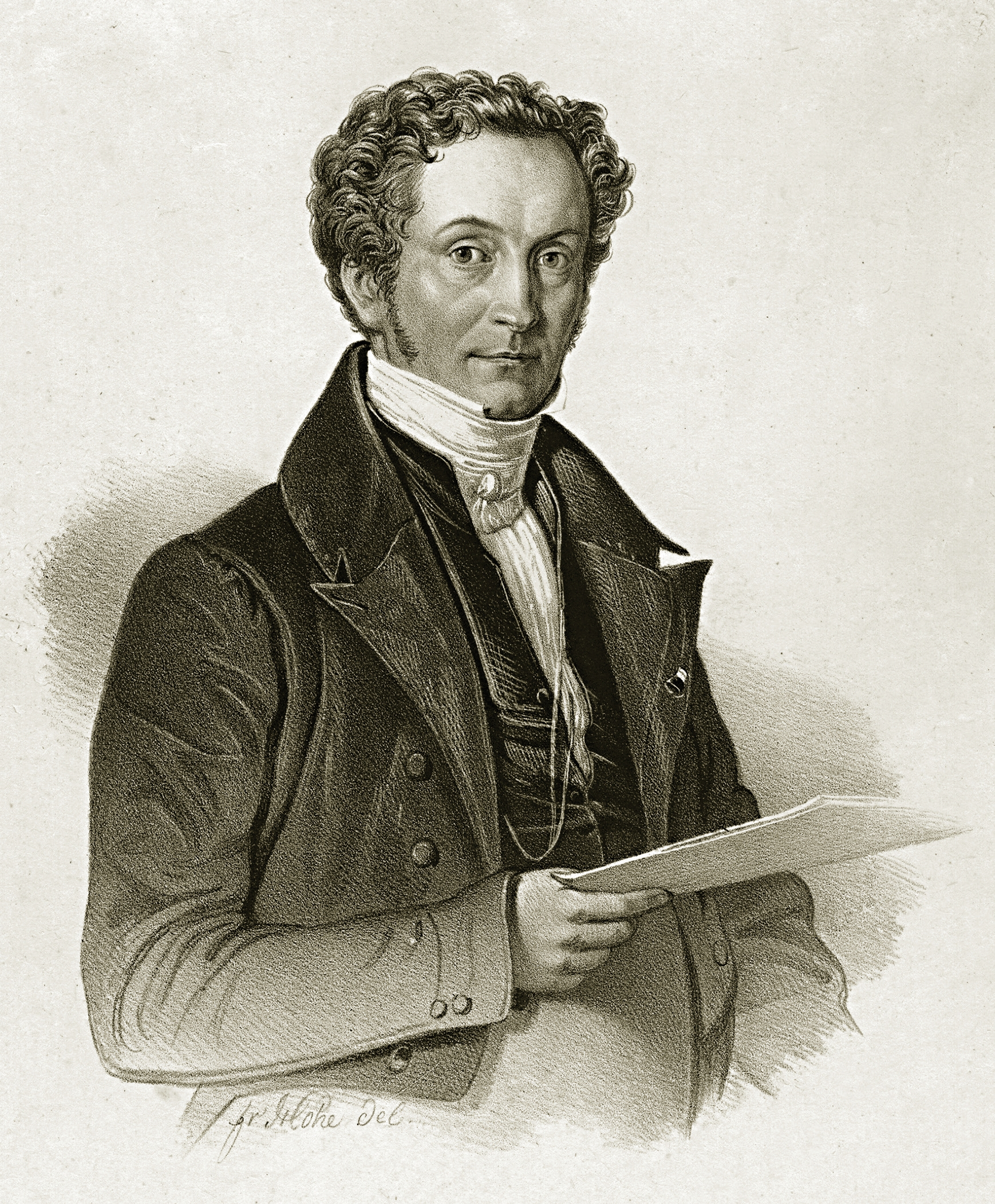
Игнатий Рудгарт

Игнац фон Рудгарт (нем. Ignaz von Rudhart; 11 марта 1790, Вайсмайн — 11 мая 1838, Триест) — баварский писатель, политик и государственный деятель.

## Биография
Игнац фон Рудгарт провёл детство в Баварии в городе Бамберге. После изучения права в университете Ингольштадта и получения степени доктора права в 1811 году он стал профессором в университете Вюрцбурга.
В 1823 году Рудгарт становится членом Баварской академии наук.
Как депутат пользовался большим влиянием в сейме; в 1828 году был главой умеренной оппозиции.
Сопровождал короля Оттона I в Грецию и занял там должность министра внутренних дел и президента совета короля (премьер-министра), но в декабре 1837 года подал в отставку, вследствие происков англичан.
В 1832 году он был посвящён в рыцари баварским королём Людвигом I.
В 1844 году ему поставлен памятник в городе Пассау.

## Краткая библиография

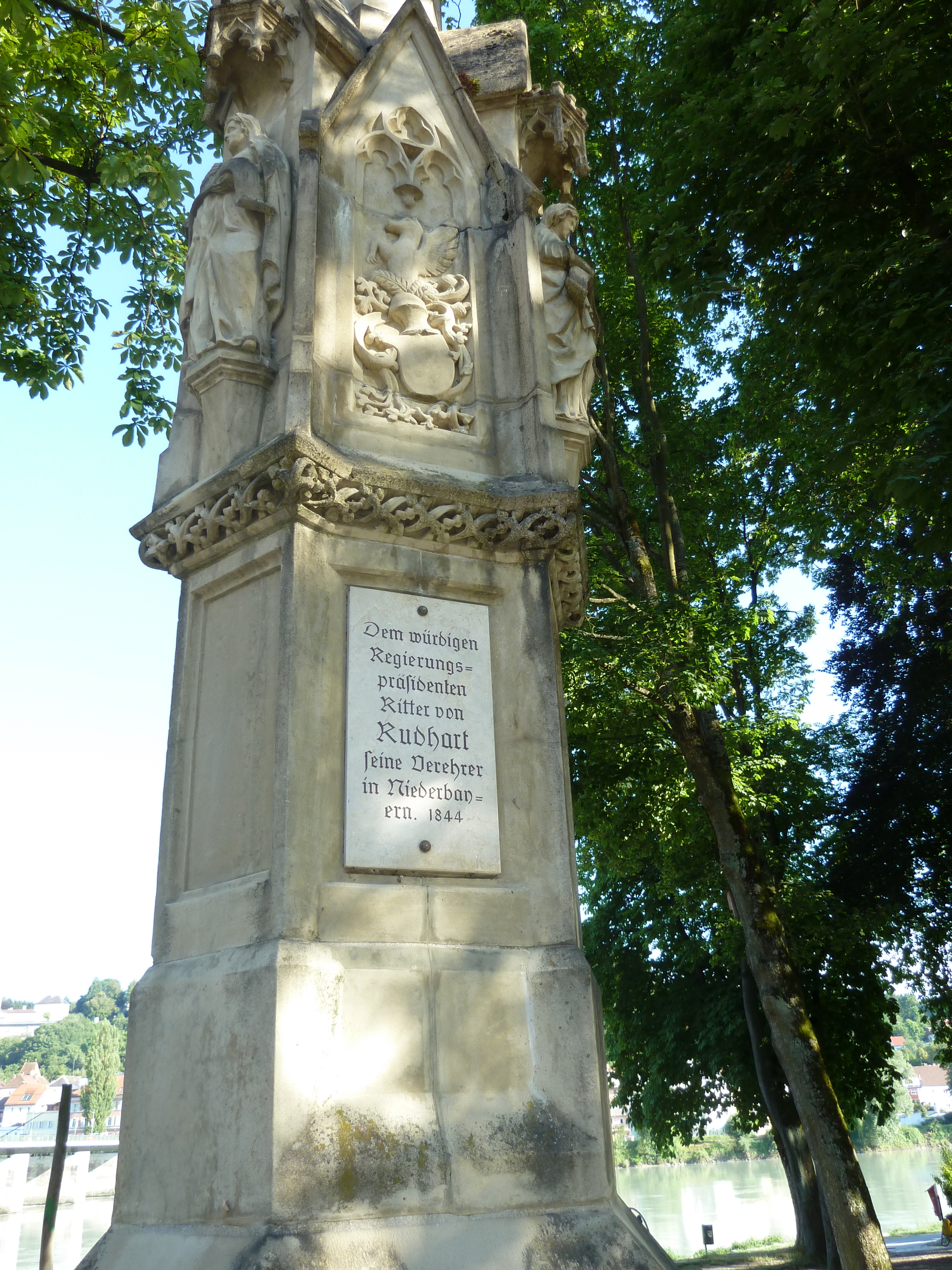
Памятник Рудгарту

- 1816

 — «Geschichte der Landstände in Bayern» (Гейдельберг),
 — «Über Baierns Politik, besonders unter der gegenwärtigen Regierung»,
 — «Österreich und Bayern. Wien u.a.»
- 1822

 — «Abriss der Geschichte der bayrischen Gesetzgebung» (Мюнхен),
 — «Das Recht des deutschen Bundes» (Штутгарт),
- 1825—1828 — «Ueber den Zustand des Königreichs Bayern» (Штутгарт и Эрланген),
- 1826 — «Ueber die Zensur der Zeitungen» (Штутгарт),
- 1835 — «Die Industrie in dem Unterdonaukreise des Königreichs Bayern».